# رباعي بروميد السيليكون
رباعي بروميد السيليكون (أو رباعي برومو السيلان) هو مركب كيميائي صيغته SiBr4، ويوجد على شكل سائل عديم اللون.

## التحضير
يحضر المركب من تفاعل عنصر السيليكون مع بروميد الهيدروجين عند الدرجة 600 °س:
{\displaystyle \mathrm {Si+4\ HBr\longrightarrow SiBr_{4}+2\ H_{2}} }
كما يمكن أن يحضر من التفاعل مع عنصر البروم أيضاً:
{\displaystyle \mathrm {Si+2\ Br_{2}\longrightarrow SiBr_{4}} }

## الخواص
يوجد المركب في الشروط القياسية على شكل سائل عديم اللون، وهو يتفكك من التفاعل مع الماء عند التماس معه.
يصنف المركب ضمن أحماض لويس؛ على الرغم من رباعي هاليدات السيليكون تحقق قاعدة الثمانيات، إلا أنها قادرة على إضافة ربيطات (L) قواعد لويس لتعطي ناتج إضافة من النمط SiBr4L و SiBr4L2.

## الاستخدامات
يؤدي التحلل الحراري للمركب إلى الحصول على السيليكون بدرجة نقاوة جيدة.